# 615 г. пр.н.е.

## Събития

### В Азия

#### В Асирия
- Цар на Асирия е Синшаришкун (627 – 612 или 623 – 612 г. пр.н.е.).

#### Във Вавилония
- Набополaсар (626 – 605 г. пр.н.е.) е цар на Вавилония.[1]
- Към тази година Набополaсар установява контрол над цяла Вавилония, което му позволява да атакува сърцето на Асирия. Той повежда войска на север и обсажда град Ашур, но не успява да превземе града и е принуден да отстъпи на юг по течението на река Тигър до град Тикрит. Скоро крепостта е атакувана от Синшаришкун, но след десетдневни сражения вавилонците постигат победа.[2]

#### В Мидия
- Киаксар (625 – 585 г. пр.н.е.) е цар на Мидия.[3]

### В Африка

#### В Египет
- Псаметих (664 – 610 г. пр.н.е.) е фараон на Египет.[4][5]